# Список послов Эстонии в России
У Эстонии есть посольство в Москве, а также генеральное консульство в Санкт-Петербурге и еще одно консульство в Пскове. Ниже приводится список послов Эстонии в России.

## Посланники в Советском Союзе
- 1921—1922 — Тынис Варес
- 1922—1926 — Адо Бирк
- 1926—1928 — Генрих Ларетей
- 1928—1933 — Юлиус Сельямаа
- 1933—1936 — Карл Тофер
- 1936—1937 — Август Траксмаа
- 1938—1940 — Август Рей

## Послы в Российской Федерации
- 1992—1995 — Юри Кан
- 1995—1999 — Март Хельме
- 1999—2001 — Тийт Мацулевич
- 2001—2005 — Карин Яани
- 2005—2008 — Марина Кальюранд
- 2008—2012 — Симму Тиик
- 2012—2015 — Юри Луйк
- 2015—2018 — Арти Хилпус
- 2018—2023 — Маргус Лайдре[1][2]
- с 2023 — Яна Ванамельдер, временный поверенный